# Ilex aquipernyi
Ilex aquipernyi är en järneksväxtart som beskrevs av Gable och Whittem. Ilex aquipernyi ingår i släktet järnekar, och familjen järneksväxter. Inga underarter finns listade i Catalogue of Life.